# Curtis Hairston
Curtis Hairston, all'anagrafe Curtis Kinnard Hairston (Winston-Salem, 10 ottobre 1961 – Winston-Salem, 18 gennaio 1996), è stato un cantante statunitense, noto per il singolo del 1985 I want your lovin' (just a little bit) che si piazzò al 13º posto nella Official Singles Chart.

## Carriera
Curtis Hairston iniziò l'attività musicale all'età di 13 anni. Dopo avere frequentato la Julliard School of Music, nel 1980 iniziò subito la ricerca di etichette discografiche. Si unì al compagno di studi Earl Monroe per creare un'etichetta chiamata Pretty Pearl.
Il suo primo singolo è stato I Want You (All Tonight)  nel 1983, ed ottenno un discreto successo.
L'anno successivo produsse una versione del singolo di Jimmy Cliff We all are one, che si piazzò al 72º posto del Billboard R&B. Ma il suo maggiore successo arrivò nel 1985 col brano I Want Your Lovin' (Just a Little Bit) . Questo successo lo portò ad apparire alla televisione inglese.
Lo stesso anno fu vocalista per il gruppo B. B. & Q. Band.
Nel 1986 abbandonò la Pretty Pearls per essere scritturato alla Atlantic Records. Quell'anno produsse il suo unico (omonimo) album, che si avvalse della voce di Luther Vandross per alcuni singoli.
Nel 1990 poi collaborò col gruppo jazz Ready for Reality.
Da tempo malato di diabete, Curtis Hairston spirò a soli 34 anni nella sua città natale.
Nel 2012 la Reverse Spin Music pubblicò l'album Celebrating Curtis Hairston, contenente alcuni suoi singoli postumi.

## Discografia

### Studio album
- Curtis Hairston (1986)

### Compilation album
- Celebrating Curtis Hairston (2012)

### Singoli
| Anno                                                                 | Singolo                                | Piazzamento in classifica | Piazzamento in classifica | Piazzamento in classifica |
| Anno                                                                 | Singolo                                | US R&B                    | US Dance                  | UK                        |
| -------------------------------------------------------------------- | -------------------------------------- | ------------------------- | ------------------------- | ------------------------- |
| 1983                                                                 | I Want You (All Tonight)               | ―                         | 35                        | 44                        |
| 1983                                                                 | Summertime                             | ―                         | ―                         | ―                         |
| 1984                                                                 | We All Are One                         | 72                        | ―                         | ―                         |
| 1985                                                                 | I Want Your Lovin' (Just a Little Bit) | 76                        | 48                        | 13                        |
| 1986                                                                 | Let's Make Love Tonight                | ―                         | ―                         | ―                         |
| 1986                                                                 | Take Charge                            | ―                         | ―                         | ―                         |
| 1986                                                                 | Chillin Out                            | ―                         | ―                         | 57                        |
| 1987                                                                 | (You're My) Shining Star               | 71                        | ―                         | ―                         |
| 1987                                                                 | The Morning After                      | ―                         | ―                         | 80                        |
| "—" significa non classificato o non distribuito in quel territorio. |                                        |                           |                           |                           |